# Drosophila tetrachaeta
Drosophila tetrachaeta är en tvåvingeart som beskrevs av Angus 1964. Drosophila tetrachaeta ingår i släktet Drosophila och familjen daggflugor.
Artens utbredningsområde är Nya Guinea och Borneo.